# Hanspeter Kriesi
Hanspeter Kriesi (* 1949 in Bischofszell, Schweiz) ist ein Schweizer Politikwissenschaftler und Professor am Europäischen Hochschulinstitut in Florenz.
Kriesi studierte Soziologie an den Universitäten Bern, Zürich und Chicago. Seine Promotion (1976) und Habilitation (1980) in Soziologie schloss er ebenfalls an der Universität Zürich ab.
Ab 1984 war er als Professor für kollektives politisches Verhalten an der Universität Amsterdam tätig, 1988–2002 an der Universität Genf. Ab 2002 hatte er den Lehrstuhl für Vergleichende Politikwissenschaften an der Universität Zürich inne. Ab 2012 hielt er den Stein-Rokkan-Lehrstuhl am Europäischen Hochschulinstitut. 2017 wurde er mit dem Mattei-Dogan-Preis für Europäische Politische Soziologie ausgezeichnet.
Von 2014 bis 2019 war er Principal Investigator des ERC-Forschungsprojekts Political Conflict in Europe in the Shadow of the Great Recession, seit 2019 ist er einer der drei Principal Investigators des Forschungsprojekts Solid zu Souveränität, Solidarität und Identität in der Europäischen Union seit der Finanzkrise 2008, das ebenfalls vom ERC gefördert wird.

## Schriften (Auswahl)
- Abel Bojar, Theresa Gessler, Swen Hutter, Hanspeter Kriesi (Hrsg.): Contentious Episodes in the Age of Austerity: Studying the Dynamics of Government–Challenger Interactions. Cambridge Studies in Contentious Politics. Cambridge University Press, Cambridge 2021.
- Swen Hutter, Hanspeter Kriesi (Hrsg.): European Party Politics in Times of Crisis. Cambridge University Press, Cambridge 2019.
- Mónica Ferrín, Hanspeter Kriesi (Hrsg.): How europeans view and evaluate democracy. Oxford University Press, New York 2016.
- Swen Hutter, Edgar Grande, Hanspeter Kriesi: Politicising Europe. Cambridge University Press, Cambridge 2016.
- Hanspeter Kriesi, Takis S. Pappas (Hrsg.): European Populism in the Shadow of the Great Recession. Studies in European Political Science. ECPR Press, Colchester 2015.
- Hanspeter Kriesi et al. (Hrsg.): Political conflict in Western Europe. Cambridge University Press, Cambridge 2012.
- Hanspeter Kriesi et al (Hrsg.): West European politics in the age of globalization. Cambridge University Press, Cambridge 2008.
- Snow, David A., Sarah A. Soule, Hanspeter Kriesi. The Blackwell Companion to Social Movements. Blackwell companions to sociology. Wiley, Hoboken 2006.
- Hanspeter Kriesi et al. (Hrsg.): Der Aufstieg der SVP: acht Kantone im Vergleich. Neue Zürcher Zeitung, Zürich 2005.
- Hanspeter Kriesi et al. (Hrsg.): New Social Movements in Western Europe: A Comparative Analysis. Routledge, London 1995.